# Kamen Rider Gotchard
 (septembre 2024).
La mise en forme du texte ne suit pas les recommandations de Wikipédia : il faut le « wikifier ».
Les points d'amélioration suivants sont les cas les plus fréquents. Le détail des points à revoir est peut-être précisé sur la page de discussion.
- Les titres sont pré-formatés par le logiciel. Ils ne sont ni en capitales, ni en gras.
- Le texte ne doit pas être écrit en capitales (les noms de famille non plus), ni en gras, ni en italique, ni en « petit »…
- Le gras n'est utilisé que pour surligner le titre de l'article dans l'introduction, une seule fois.
- L'italique est rarement utilisé : mots en langue étrangère, titres d'œuvres, noms de bateaux, etc.
- Les citations ne sont pas en italique mais en corps de texte normal. Elles sont entourées par des guillemets français : « et ».
- Les listes à puces sont à éviter, des paragraphes rédigés étant largement préférés. Les tableaux sont à réserver à la présentation de données structurées (résultats, etc.).
- Les appels de note de bas de page (petits chiffres en exposant, introduits par l'outil «  Source ») sont à placer entre la fin de phrase et le point final[comme ça].
- Les liens internes (vers d'autres articles de Wikipédia) sont à choisir avec parcimonie. Créez des liens vers des articles approfondissant le sujet. Les termes génériques sans rapport avec le sujet sont à éviter, ainsi que les répétitions de liens vers un même terme.
- Les liens externes sont à placer uniquement dans une section « Liens externes », à la fin de l'article. Ces liens sont à choisir avec parcimonie suivant les règles définies. Si un lien sert de source à l'article, son insertion dans le texte est à faire par les notes de bas de page.
- La présentation des références doit suivre les conventions bibliographiques. Il est recommandé d'utiliser les modèles {{Ouvrage}}, {{Chapitre}}, {{Article}}, {{Lien web}} et/ou {{Bibliographie}}. Le mode d'édition visuel peut mettre en forme automatiquement les références.
- Insérer une infobox (cadre d'informations à droite) n'est pas obligatoire pour parachever la mise en page.

Pour une aide détaillée, merci de consulter Aide:Wikification.
Si vous pensez que ces points ont été résolus, vous pouvez retirer ce bandeau et améliorer la mise en forme d'un autre article.
Kamen Rider Geats Kamen Rider Gavv
Kamen Rider Gotchard (仮面ライダーガッチャード, Kamen Raidā Gatchādo) est une série télévisée japonaise de type tokusatsu diffusée du 3 septembre 2023 au 25 août 2024 sur TV Asahi.
Elle est la trente-cinquième série de la franchise Kamen Rider et la cinquième de l'ère Reiwa.
Le thème principal de la série est l'alchimie.

## Synopsis
L'alchimie (錬金術, renkinjutsu), la science légendaire qui tente de transformer la matière en métal noble à partir de diverses combinaisons différentes, donne artificiellement vie à une race de créatures, connues sous le nom de « Chemies » (ケミー, Kemī). Les 101 Chemies, qui étaient scellées dans les « Ride Chemy Cards » (ライドケミーカード, Raido Kemī Kādo), furent accidentellement relâchées d'un seul coup dans la nature.
Dix ans plus tard, un jeune lycéen insouciant, Ichinose Hōtarō tombe par hasard sur l'alchem'académie (錬金アカデミー, renkin-Akademī), une école secrète pour apprentis alchimistes située en dessous de son lycée, le lycée Furasu (富良洲高校, Furasu-kōkō). Il reçoit le Gotchardriver (ガッチャードライバー, Gatchādoraibā) d'un alchimiste nommé Kudō Fūga, qui confie au jeune homme le soin de devenir Kamen Rider Gotchard et de capturer les 101 Chemies.
Certains Chemies s'adaptent parfaitement à la compagnie des êtres humains et s'ils entrent en résonance avec un bon cœur, ce qu'on appelle un « Gotchanco » (ガッチャンコ, Gatchanko), Hōtarō peut se transmuter avec eux et se transformer ainsi en Kamen Rider Gotchard. Cependant, celles qui sont influencées par la malice humaine risquent de donner naissance à des monstres connus sous le nom de « Malgam » (マルガム, Marugamu).
Gotchard reçoit le soutien de Kudō Rinne, étudiante à l'alchim'académie, dans sa mission pour récupérer les Chemies. Kurogane Supana, un alchimiste de « rang super-A » (超A級, chō Ei-kyū), diplômé de l'alchim'académie peut se transformer en Valvarad, un guerrier ressemblant à un Rider, également chargé de récupérer les Chemies. Cependant, Supana considère les Chemies comme des outils, contrairement à Hōtarō qui les voit comme les amis de l'humanité, car purs de tout malice.
Gotchard et Valvarad sont également confrontés aux Trois sœurs infernales, un groupe de trois alchimistes noires (Atropos, Clotho et Lachesis), qui ont l'intention d'utiliser les Chemies à leurs propres fins, notamment en les transformant en Malgam.

## Personnages

### Personnages principaux

#### Ichinose Hōtarō / Kamen Rider Gotchard
Ichinose Hōtarō (一ノ瀬 宝太郎) est un lycéen normal ayant de bonnes aptitudes sportives. À la recherche de ce qu’il veut faire dans la vie, il aide comme il peut sa mère au restaurant familial en créant des plats originaux. À travers ses créations culinaires en cuisine et plus encore, Hōtarō cherche un « Gotcha » (ガッチャ, Gatcha) dans sa vie, quelque chose de « juste » pour lui. Après avoir rencontré les Chemies « Hopper1 » et « SteamLiner », il s'est vu confier le Gotchardriver par Kudō Fūga. Ainsi, Hōtarō se transforme en Kamen Rider Gotchard (仮面ライダーガッチャード, Kamen Raidā Gatchādo) et trouve son « Gotcha » dans l'alchimie. Il est alors par la suite enrôlé à l'alchim'académie qui se trouve sous son lycée pour resceller les 101 Chemies.
Pour se transformer en Gotchard, Hōtarō insère deux Ride Chemy Cards dont la somme des valeurs équivaut à dix. Sa forme de prédilection est SteamHopper, combinant Hopper1 et SteamLiner. Il est surnommé « p'tit trésor » (お宝ちゃん, Otakara-chan) par Ichō Renge, en raison de l'écriture de son nom.
Gotchard possède de nombreuses formes utilisant divers Chemies, notamment :
- Super Gotchard : Ces formes utilisent l'ExGotchalibur avec des Chemies de Level Number 10. Dans le film Gotchard & Geats, il transmute cinq d'entre-eux pour devenir Star Gotchard.
- Fire Gotchard : Gotchard utilise le GotcharIgniter, obtenu à partir de la transmutation de ses lunettes (obtenues dans le passé). Les formes de Fire Gotchard sont incandescentes, comportant le plastron nommé High Passion Athanor.
- Iron Gotchard : Hōtarō retransmute SteamLiner en TenLiner grâce à une alchimie interdite. Cependant, son cœur pur l'empêche de devenir Malgam, ce qui fait qu'il reste un Kamen Rider.
- Platina Gotchard : En retrouvant Hopper1, Hōtarō le retransmute en CrossHopper. Cette forme peut invoquer le pouvoir de différents Chemies sur des emplacements sur ses membres.
- Rainbow Gotchard : NijiGon, le 101e Chemy né de l'œuf qui a été transmuté dans le corps de Hōtarō, peut régénérer toute altération alchimique grâce à son Rainbow Breath (レイボーブレス, Reinbō Buresu?). Ce souffle arc-en-ciel peut également transformer tout Chemy en une version arc-en-ciel. Ceux-ci peuvent alors se transmuter entre-eux et assister Rainbow Gotchard au combat, en tant que GotcharBrothers (ガッチャーブラザーズ, GatchāBurazāzu?).
- Miracle Gotchard : Dans The Future Daybreak, grâce à l'alchimie entre les deux Hōtarō, les Chemies des deux évoluent. Ceux du présent deviennent Hopper101 et GigantLiner, qui fusionnent avec NijiGon pour une forme encore plus puissante.

Hōtarō est interprété par Motojima Junsei.

#### Kudō Rinne / Kamen Rider Majade
Camarade de classe de Hōtarō et élève modèle, avec d'excellentes notes et une conduite exemplaire en apparence, Kudō Rinne (九堂 りんね) se révèle être secrètement une alchimiste de l'alchim'académie. Si son père, Kudō Fūga est un alchimiste renommé, Rinne a des sentiments mitigés à son égard depuis qu'elle a vu Fūga dérober des Ride Chemy Cards à l'école dix ans auparavant. Après avoir aperçu Hōtarō se transformer en Kamen Rider Gotchard, elle décide de l’aider.
Elle obtiendra plus tard l'Alchemisdriver et se liera avec les Chemies The Sun et Unicon pour devenir Kamen Rider Majade (仮面ライダーマジェード, Kamen Raidā Majēdo), le Kamen Rider secondaire de la série. Elle utilise également NemineMoon et Yoacerberus pour sa forme MoonCerberus.
Elle est interprétée par Matsumoto Reiyo.

#### Kurogane Supana / Valvarad / Kamen Rider Valvarad
Kurogane Supana (黒鋼 スパナ) est un alchimiste de « rang super A » diplômé de l'alchim'académie. S'il a une attitude froide et qu'il a une grande confiance en ses capacités, Supana est tout aussi prétentieux et orgueilleux. A l'instar de Hōtarō, Supana a aussi pour mission de récupérer les 101 Chemies.
Supana estime que les Chemies ne sont que des outils pour les humains. Il dit d'ailleurs souvent avec nonchalance : « Quelle blague ennuyeuse. » (笑えないジョークだ。, Waraenai Jōku da). Il se bat avec une combinaison renforcée qu’il a lui-même fabriqué : Valvarad (ヴァルバラド, Varubarado). Ce n'est donc pas un Kamen Rider au début de la série.
Pour se transformer en Valvarad, Supana utilise MadWheel dans son Valvarusher. Toutefois, n'ayant pas la capacité d'évoluer comme Majade et Gotchard, Supana va devenir à son tour, un Kamen Rider après avoir obtenu le GotcharIgniter. En effet, en insérant dans le GotcharIgniter les Ride Chemy Cards MachWheel (MadWheel retransmuté) et Daiohni, Supana peut se transformer en Kamen Rider Valvarad (仮面ライダーヴァルバラド, Kamen Raidā Varubarado).
Après la défection de Lachesis des Trois sœurs infernales, Supana est le seul membre de l'alchim'académie à refuser qu'elle intègre leurs rangs et ne considère pas Lachesis comme une personne humaine, en raison de leurs précédentes relations antagonistes. Toutefois, il va petit à petit reconsidérer son jugement sur Lachesis et même développer des sentiments (« Gotchanco ») envers elle et la reconnaîtra comme une personne.
Il est interprété par Fujibayashi Yasunari.

### Personnages récurrents

#### Ichō Renge
Ichō Renge (銀杏 蓮華) est une alchimiste qui vient de la région du Kansai (elle possède d'ailleurs un fort accent de cette région). Comme sa famille n’est pas riche, elle a intégré l'alchim'académie dans l'objectif de créer de l’or pour fournir des médicaments à sa mère qui n'a pas beaucoup d'argent. Comme Renge et Sabimaru se connaissent depuis très longtemps, ils ont souvent des interactions comiques.
Elle est interprétée par Abe Oto, qui vient également du Kansai (d'Oosaka).

#### Tsuruhara Sabimaru
Tsuruhara Sabimaru (鶴原 錆丸) est un alchimiste talentueux mais extrêmement introverti. Il l'est tellement qu'Isaac, l’intelligence artificielle de sa tablette, doit parler à sa place, sans quoi il parlera d'une voix très. Comme Hōtarō, il adore les Chemy mais peine à l'exprimer.
La Trois sœurs infernales va le forcer à se transformer en Kamen Rider Dread (仮面ライダードレッド, Kamen Raidā Doreddo). Il se transforme en insérant dans le Dreadriver la RepliChemy Card (レプリケミーカード, RepuriKemī Kādo) de SteamLiner, une réplique de celui-ci. Dread utilise ainsi diverses répliques de Chemies appelés RepliChemies.
Sabimaru est interprété par Tomizono Rikiya. Il est aussi le seiyū d'Isaac.

#### Minato
Minato (ミナト) est à la fois professeur d’histoire au lycée et professeur d’alchimie à l'alchim'académie. Lorsqu'il porte sa cape, il peut paraître cool et mystérieux.
Lorsque l'alchim'académie est assiégée par Glion, il se joint à lui, menant secrètement un double jeu. Il utilisera alors le Dreadriver pour se transformer en Kamen Rider Dread.
Il est interprété par Kumaki Rikuto.

#### Kajiki Ryō
Kajiki Ryō (加治木 涼) est un camarade de Hōtarō. C'est fan d’occultisme et il adore lire le magazine Planète paranormale (超常惑星, Chōjō wakusei).
Il est interprété par Amon Kabe.

#### Ichinose Tamami
Ichinose Tamami (一ノ瀬 宝太郎) est la mère de Hōtarō. Elle gère toute seule le restaurant familial Kitchen ICHINOSE. Son mari, le père de Hōtarō, est parti à l’aventure autour du monde.
Tamami est interprétée par Minamino Yōko, connue pour son interprétation de Saki Asamiya dans Sukeban Deka II : Shōjo Tekkamen Densetsu.

#### Edami Kyōka
Edami Kyōka (枝見 鏡花) est la mentor et la tutrice légale de Kurogane Supana. Elle est la personne qui a fabriqué l'équipement de Kamen Rider Valvarad.
Edami Kyōka est interprétée par Fukuda Saki.

### Kudō Fūga
Kudō Fūga (九堂 風雅) est un alchimiste de très haut rang et le père de Rinne. Cependant, il a disparu depuis que les Ride Chemy Cards ont été dispersées dix ans auparavant. En vérité, Fūga cherchait à protéger les Chemies de la Trois sœurs infernales, mais il s'est retrouvé bloqué dans la dimension d'Ouroboros (ウロボロス界, Uroborosu-kai). Dans un dernier effort, il aura juste eu le temps de donner le Gotchardriver à Hōtarō avant de disparaître.
Fūga reviendra dans la série, et en usant d'un Alchemisdriver ainsi qu'en y insérant les cartes KuroAna et GigaBaham, il s'est brièvement transformé en Kamen Rider Wind (仮面ライダーウインド, Kamen Raidā Uindo).
Il est interprété par Ishimaru Kanji.

### Kamen Rider Gotchard Daybreak
Kamen Rider Gotchard Daybreak (仮面ライダーガッチャードデイブレイク, Kamen Raidā Gatchādo Deibureiku) est un Hōtarō d'un futur alternatif venu encourager Hōtarō et le fortifier pour qu'il puisse affronter les épreuves qu'il l'attendent dans un avenir proche. Comme cette version de Hōtarō a perdu son œil droit et a vu tous ses amis périr dans son monde, il a développé une attitude compassée et sérieuse qui le distingue du Hōtarō du présent (qui est lui est optimiste et joyeux) et a donc entrepris un voyage dans le passé pour empêcher l'avènement de Glion.
Il est plus tard révélé qu'il est l'« alchimiste de l'aube » (暁の錬金術師, akatsuki no renkinjutsu-shi) apparaissant dans La grande voie de l'alchimie (錬金術の大いなる道, Renkinjutsu no ooi-naru michi), un conte ayant inspiré Rinne à devenir alchimiste. Dans ce conte, cet alchimiste, accompagné de fleurs dorés et d'un compagnon sauterelle, utilisa un flacon pour transmuter le Soleil, d'où le nom « Daybreak » ou « aube ». Il utilisa la puissance du Soleil pour vaincre un « démon » (les Rois infernaux, qu'il a en fait scellé).
Il est interprété par DAIGO, et apparaît hors costume dans le film Kamen Rider Gotchard : The Future Daybreak.

### Hōō Kaguya Quartz
Hōō Kaguya Quartz (鳳凰・カグヤ・クオーツ) est un seigneur venu d'un monde parallèle. En insérant la Kamen Rider Legend Ride Chemy Card dans son Legendriver, Kaguya peut se transformer en Kamen Rider Legend (仮面ライダーレジェンド, Kamen Raidā Rejendo). Celui-ci possède des Ride Chemy Cards à l'effigie des Kamen Riders, permettant d'user de l'alchimie pour invoquer des copies de Kamen Riders ou se transformer en d'autres Kamen Riders (d'une manière semblable à son idole, Kamen Rider Decade).
Il ne jure que par la beauté des choses, son mot fétiche étant « Gorgeous » (ゴージャス, Gōjasu). Les habitants de son monde et Kaguya lui-même se réfèrent à lui comme « seigneur Kaguya » (カグヤ様, Kaguya-sama). Le but de Kaguya est de vaincre l'organisation interdimensionnelle Hundred, un envahisseur ayant pour but d'éliminer tous les Kamen Riders du multivers, un but qui fait conflit avec celui de Kamen Rider Zein, de la web-série Kamen Rider Outsiders (Zein fait un caméo dans l'épisode 33 pour éliminer quelques uns de ses rivaux chez Hundred).
Kaguya est interprété par Nagata Seiichirō,.

### Butler
Butler (バットラー) est le chambellan de Hōō Kaguya Quartz. Il est le sosie de Ryo Kajiki.
Comme Kajiki, Butler est interprété par Amon Kabe.

### Trois sœurs infernales
Les Trois sœurs infernales (冥黒の三姉妹, Meikoku no sanshimai) est un groupe mystérieux d’alchimistes qui veut s’accaparer les 101 Chemies ainsi que les Drivers des Kamen Riders, pour ressusciter les Rois infernaux.
Leurs noms sont dérivés des Moires, les trois divinités du destin de la mythologie grecque, et leur nom collectif, provenant des Roi infernaux, est un mélange des Enfers (冥界, Meikai) et des ténèbres (暗黒, ankoku).
Elles sont en réalité des homoncules créées par Glion, qui les considère comme ses filles. Chacune utilisera le Dreadriver pour se transformer brièvement en Kamen Rider Dread.

#### Atropos
Bien qu'Atropos (アトロポス, Atoroposu) semble très jeune en apparence, il s’agit en fait de la sœur aînée et de la plus puissante.
Atropos a été créée sur le modèle de Kudō Rinne lorsqu'elle était une jeune enfant.
Atropos est interprétée par la jeune actrice Itono Okita.

#### Clotho
Clotho (クロトー, Kurotō) est la sœur cadette. Elle est la plus forte physiquement du groupe et sait très bien se battre à mains nues. C'est d'ailleurs celle qui se transmute souvent avec des Chemies pour devenir elle-même Malgam. Le Roi infernal Gigist lui confiera également une partie de son pouvoir, lui octroyant une nouvelle forme : Clotho Rebis (クロトーレビス, Kurotō Rebisu).
Elle est interprétée par Miyahara Kanon.

#### Lachesis
Lachesis (ラケシス, Rakeshisu) est la sœur benjamine. Elle peut utiliser une alchimie spéciale en jouant de sa guimbarde. Elle fera plus tard défection à Glion et à sa sororité pour rejoindre l'alchim'académie. Kyōka et Minato décident d'accueillir Lachesis comme nouveau membre de l'académie, malgré l'opposition initiale de Supana. Elle reçoit un nouveau Valvarusher, et se transforme en sa propre version de Valvarad, avec le RepliChemy de MadWheel.
L'objectif de Lachesis est de devenir vraiment humaine et de pouvoir avoir une romance avec Kurogane Supana après que ce dernier l'ait reconnu comme personne. Elle sera tuée par Glion lors de la bataille finale.
Dans L'apocalypse infernale : Lachesis, on découvre qu'elle a été faite à partir d'une musicienne, Arisugawa Risa, qui a accepté de devenir un homoncule pour éviter la mort.
Elle et son modèle sont interprétées par Sakamaki Alisa.

### Glion
Glion (グリオン, Gurion) est l'antagoniste principal de la série avec les Rois infernaux. Il est le maître des Trois sœurs infernales. Son objectif est de transmuter la Terre entière en or, afin de la transformer en un gigantesque cité d'or, à l'épreuve du temps. Il utilise également le Dreadriver pour se transformer en Kamen Rider Dread. Il peut également transformer les Malgam en Malgam d'or avec la phrase « couvre-toi d'or » (金色に染まれ, konjiki ni somare). Il devient ensuite un Roi infernal, prenant la place de Germain.
Vingt ans dans le futur, il a réussi à conquérir la Terre grâce à ses Dreatroopers, et se transforme en Kamen Rider Dorado (仮面ライダードラド, Kamen Raidā Dorado) à l'aide de l'Eldoradriver (voir résumé du film plus bas). Dans le présent, il s'accapare les avancées de son alter ego du futur, et se transforme en Kamen Rider Eld (仮面ライダーエルド, Kamen Raidā Erudo), en utilisant un Chemy nouvellement transumuté, El Dragon, modelé à partir de NijiGon, le 101e Chemy.
Il est interprété par Kamakari Kenta.

### Rois infernaux
Les Rois infernaux (冥黒王, Meikoku-ō) sont trois entités à l'origine de l'alchimie. Originellement humains, ils ont abandonné leur humanité pour posséder des fragments représentant 33% de la pierre philosophale (賢者の石, kenja no ishi). Ils ont été scellés pendant 120 ans par le légendaire « alchimiste de l'aube » dans la dimension d'Ouroboros, située derrière la porte des ténèbres (暗黒の扉, ankoku no tobira). Ils cherchent le 1% de fragement restant (NijiGon), afin de régner en maître sur les autres Rois, ainsi que sur l'humanité. Plus tard, Kamen Rider Eld obtient la capacité de créer des clones sans vie des Rois infernaux.

#### Gigist
Gigist (ギギスト, Gigisuto) est le premier Roi infernal à apparaître. Il apparaît en secret, tandis que Hundred attaque le monde de Gotchard. Il se considère comme « celui qui comprend tout les humains » (全ての人間の理解者, subete no ningen no rikaisha) et dit même souvent « je te comprends » (理解する, rikai suru). Alors que Glion avait le pouvoir de couvrir des Chemies d'or pour les transformer en Malgam, Gigist peut les recouvrir de ténèbres avec la phrase « couvre-toi de ténèbres » (暗黒に染まれ, ankoku ni somare).
Il est interprété par Ryōtarō Okiayu, qui fait également la voix du Dreadriver.

#### Germain
Germain (ジェルマン, Jeruman) est un des deux autres Rois infernaux, apparus pour empêcher Gigist de s'accaparer NijiGon seul. Il peut créer des Golems. Germain est remplacé par Glion après avoir été utilisé pour le ramener à la vie.
Il est interprété par Amasaki Kōhei, qui fait également la voix du Chemy ExceedFighter.

#### Gaelijah
Elijah (ガエリヤ, Gaeriya) est la seule Reine infernale, apparue avec Germain pour empêcher Gigist de s'accaparer NijiGon seul.
Elle est interprétée par Itō Ayasa, qui fait également la voix de plusieurs Chemies, comme Happyclover, Junglejan, et Unicon.

## Thèmes musicaux

### Indicatif musicaux
CHEMY×STORY
- Paroles : Fujibayashi Shōko
- Composition : Hi-yunk (BACK-ON)
- Arrangement : Hi-yunk (BACK-ON) (1re version), FLOW (2de version)
- Interprète : BACK-ON[1] (1re version), BACK-ON × FLOW (2de version)
- Générique et indicatif musical de la série (1re version des épisodes 2 à 16, 2de version de 17 à 50)

All for Love
- Paroles, composition, arrangement, interprète : blank paper
  - blank paper est en fait composé de C45P3R (Hi-yunk/KENJI03 de BACK-ON) et T3R354 (Kōda Kumi) qui sont mari et femme
- Générique de fin et indicatif musical de Kamen Rider THE WINTER MOVIE, Gotchard & Geats : Grande opération ☆ Gotcha des plus puissants Chemies

THE FUTURE DAYBREAK
- Paroles : Hi-yunk (BACK-ON), TEEDA et KOHSHI (FLOW)
- Composition : Hi-yunk (BACK-ON) et TAKE (FLOW)
- Arrangement : Hi-yunk (BACK-ON) et FLOW
- Interprète : BACK-ON × FLOW
- Générique de fin et indicatif musical du film Kamen Rider Gotchard : The Future Daybreak

GRADUATIONS
- Interprète : BACK-ON
- Indicatif musical du V-Cinext Kamen Rider Gotchard : GRADUATIONS

### Insert songs
Rising Fighter
- Paroles : Sakata Asami
- Composition : Yoda Haruo et Tsumabuki Takatsugu
- Arrangement : Tsumabuki Takatsugu
- Interprète: Beverly
- Épisodes : 2-6, 8, 10-11, 13, 15-16 et 50
- Kick Song : thème musical de fin d'épisode
  - Selon le producteur Minato Yōsuke, les « Ending Theme » qu'il existe depuis Kamen Rider Agito, avec BELIEVE YOURSELF, l'ont marqué, il a donc voulu que les scènes de fin d'épisode où Gotchard abat ses adversaires d'un Rider Kick soient tout aussi marquants[16].

What's your FIRE
- Paroles : Fujibayashi Shōko
- Composition et arrangement : tatsuo
- Interprète: RIDER CHIPS
- Épisodes : 18-19, 21-23, 25-28, 31-32, 34-35 et 41
- Fire Song : thème musical de Kamen Rider Fire Gotchard

Te donner le coup de foudre (君にズッキュン Kimi ni Zukkyun)
- Paroles : Isa Takinoo
- Composition et arrangement : tatsuo
- Interprète: Zukyumpire (voix de Yamanaka Jūtarō)
- Épisodes : 22-23
- Character Song de Zukyumpire

Living Legend
- Paroles : Fujibayashi Shōko
- Composition et arrangement : RYO
- Interprète: Hōō Kaguya Quartz (voix de Nagata Seiichirō)
- Épisodes : 33-35
- Character Song de Hōō Kaguya Quartz / Kamen Rider Legend

THE SKY'S THE LIMIT
- Paroles : Hi-yunk (BACK-ON) et TEEDA
- Composition et arrangement : Hi-yunk (BACK-ON)
- Interprète : BACK-ON × Beverly[17]
- Épisodes : 38-42, 44, 46 et 50
- Thème musical de Kamen Rider Rainbow Gotchard

Gotcha ! 101 Chemies ! (ガッチャ！101ケミー！ Gatcha ! Hyakuichi Kemī !)
- Paroles : Isa Takinoo
- Composition et arrangement : tatsuo
- Interprète : KAMEN RIDER GIRLS
- Épisode : 41
- La chanson liste tous la totalité des 101 Chemies rencontrés par Hōtarō et ses compagnons.

We are GIRLS !!!
- Paroles : Akita Chisato (des Kamen Rider GIRLS)
- Composition et arrangement : AYANO
- Interprète : KAMEN RIDER GIRLS
- Épisode : 41
- La chanson est paru dans leur album Re-incarnation sorti le 20 mai 2022, avant même le début de la production de Kamen Rider Gotchard, elle n'était dès lors reliée à aucune série Kamen Rider en particulier.

Gardien du vent (風の守護者 Kaze no shugosha)
- Paroles : Isa Takinoo
- Composition : Takaki Hiroshi
- Arrangement : tatsuo
- Interprète : Kudō Fūga (voix d'Ishimaru Kanji)
- Épisode : 41
- Character Song de Kamen Rider Wind

### Character Songs
Ces Character Songs sont parus dans des singles numériques durant l'été 2024 pour les quatre premiers, puis pour les deux derniers (avec Gardien du vent ci-dessus), dans la Kamen Rider Gotchard SONG BEST, inclus dans la Kamen Rider Gotchard CD-BOX parue le 4 septembre 2024. THE SUN est sorti le 27 novembre 2024, avec la sortie vidéo du film The Future Daybreak.
Gotcha ! Let's Go ! (ガッチャ！レッツゴー！ Gatcha ! Rettsu Gō !)
- Paroles : Isa Takinoo
- Composition et arrangement : tatsuo
- Interprète : Union de la Kitchen ICHINOSE (Ichinose Hōtarō, Kudō Rinne, Ichō Renge, Tsuruhara Sabimaru - voix de Motojima Junsei, Matsumoto Reiyo, Abe Oto et Tomizono Rikiya)

One Hint
- Paroles : Isa Takinoo
- Composition: Sakabe Gō
- Arrangement : Sakabe Gō et Tagawa Megumi
- Interprète : Minato (voix de Kumaki Rikuto)

Blaze up
- Paroles : Fujibayashi Shōko
- Composition et arrangement : RYO
- Interprète : Kurogane Supana & Edami Kyōka (voix de Fujibayashi Yasunari et Fukuda Saki)

Dream Hoper
- Paroles : Isa Takinoo
- Composition et arrangement : RYO
- Interprète : Ichinose Hōtarō (voix de Motojima Junsei)

CRY SIS
- Paroles : Isa Takinoo
- Composition et arrangement : Takaki Hiroshi
- Interprète : Trois sœurs infernales (Atropos, Clotho et Lachesis - voix d'Okita Itono, Miyahara Kanon et Sakamaki Alisa)

God's Rain
- Paroles, composition et arrangement : Hi-yunk (BACK-ON)
- Interprète : Glion (voix de Kamakari Kenta)

THE SUN
- Paroles : DAIGO
- Composition et arrangement : Hi-yunk (BACK-ON)
- Interprète : Ichinose Hōtarō (voix de DAIGO)

## Films
Kamen Rider Gotchard fait sa première apparition dans le film Kamen Rider Geats : Les quatre Ace et le renard noir, sorti en salles le 28 juillet 2023 au Japon.

### Kamen Rider THE WINTER MOVIE, Gotchard & Geats: Grande opération ☆ Gotcha des plus puissants Chemies
Titre japonais : 「仮面ライダー THE WINTER MOVIE ガッチャード＆ギーツ 最強ケミー☆ガッチャ大作戦」
Dans ce film d'hiver, Hōtarō et ses amis, ainsi qu'Ace et les Riders du Desire Grand Prix, partent à la recherche des Chemies de Level Number 10 (BeetleX, X Wizard, ExceedFighter, Lixion, X Fortress et Xeggdrasil). Les Kamen Riders du DGP y sont brièvement transformés en Chemies. Rinne s'y transforme en Kamen Rider Majade avant son apparition dans la série, et Hōtarō deviendra Kamen Rider Star Gotchard, à l'aide de cinq des Chemies de Level Number 10 pour combattre Kugimiya Licht devenu Geats Killer. Le film est sorti le 22 décembre 2023 en salles japonaises et le 24 avril 2024 en vidéo.

### Kamen Rider Gotchard: The Future Daybreak
Titre japonais : 映画「仮面ライダーガッチャード ザ・フューチャー・デイブレイク」
Ce film d'été se déroule dans le futur de Kamen Rider Gotchard Daybreak, où Glion a fini par dominer le monde après 20 ans. Hōtarō et ses amis partent aider le Hōtarō du futur afin de contrer Glion qui se transforme en Kamen Rider Dorado et est aidé de son armée de Dreatroopers (qui apparaîtront ensuite dans la série). Les deux Hōtarō obtiendront deux formes originales : Miracle Gotchard et Gotchard Shining Daybreak. Le film est sorti le 26 juillet 2024 en salles japonaises et le 27 novembre 2024 en vidéo.
Shōma / Kamen Rider Gavv, héros de la série suivante y fait sa première apparition.

## Vidéos

### Kamen Rider GotchardVS Kamen Rider Legend
Titre japonais : 「仮面ライダーガッチャードVS仮面ライダーレジェンド」
Dans cette web-série en deux parties, Gotchard fait la première rencontre avec Kamen Rider Legend, un Rider « somptueux » qui combat Hundred, une organisation interdimensionnelle qui vise à éliminer les Kamen Riders.

### Kamen Rider Gotchard:Qu'est-ce qu'on fait!? Hōtarō et Rinne ont échangé de corps!!
Titre japonais : てれびくん超バトルDVD「仮面ライダーガッチャード どうする!? 宝太郎とりんねがいれかわっちゃった!!」
Ce Hyper Battle DVD, issu du numéro de février-mars 2024 du magazine Televi-kun (paru le 27 décembre 2023) se déroule après le premier film (Gotchard & Geats). Hōtarō apprend à Rinne apprennent l'un l'autre à se transformer en Gotchard et Majade, après que les deux lycéens aient échangé de corps. Par la même occasion, ils font connaissance avec FireMars (doublé par Amon Kabe) et Inphoenix, deux Chemies respectivement cosmique et fantastique (la catégorie des Chemies de Majade et Wind).

### Nous sommes les Terminale Gotcha
Titre japonais : 仮面ライダーガッチャードスピンオフ「我ら3年G組」
Ce spin off en deux épisodes, exclusif aux Blu-ray COLLECTIONs de la série, met en scène les personnages de Gotchard dans un lycée.

### Gotchard Short Anime, Gotchanime: Gotcha les sept mystères du lycée Furasu!
Titre japonais : 「ガッチャードショートアニメ ガッチャニメ 富良洲高校七不思議をガッチャせよ！」
Cette série animée humoristique de six épisodes met en scène les personnages de Kamen Rider Gotchard élucidant des mystères se déroulant dans le lycée Furasu.

### Kamen Rider Gotchard: GRADUATIONS
Titre japonais : 「仮面ライダーガッチャード GRADUATIONS」
Ce V-Cinext à venir se déroule après la fin de la série. Après avoir vaincu Glion, Hōtarō et Rinne terminent leur dernière année scolaire. Supana s'y transformera en Kamen Rider Valvarad GT.
Ce film est prévu en Blu-ray et DVD le 11 juin 2025, avec des projections limitées en salles dès le 21 février 2025.

### La splendide recontre sportive Reiwa des Kamen Riders
Titre japonais : 「仮面ライダー令和のゴージャス運動会」
Présentée par Kamen Rider Legend, cette rencontre sportive entre divers Riders de la franchise remet notamment au goût du jour les courses à pied de la web-série du film de Kamen Rider Decade.
Kamen Rider Gavv, héros de la série suivante y fait une nouvelle apparition après celle du film.

### L'apocalypse infernale: Lachesis
Titre japonais : 「冥黒の黙示録 ラケシス」
Ce spin off prévu pour le printemps 2025 relate les origines de Lachesis, en tant que son modèle Arisugawa Risa. Le Doctor Malgam y fait également son apparition.

## Spectacles

### Kamen Rider Gotchard: Gotchanco FESTIVAL!!
Titre japonais : 「仮面ライダーガッチャード ガッチャンコFESTIVAL!!」

### Kamen Rider Gotchard: Final Stage
Titre japonais : 「仮面ライダーガッチャード ファイナルステージ」
Le Final Stage de la série, tenu durant l'automne 2024, se déroule après les évènements de la série. Ils mettent en scène la nouvelle forme LegendLiner de Gotchard, ainsi que la forme « télotype » de Dread.